# Saint-Laurent-de-la-Prée
Saint-Laurent-de-la-Prée és un municipi francès situat al departament del Charente Marítim i a la regió de la Nova Aquitània. L'any 2007 tenia 1.725 habitants.

## Demografia

### Població
El 2007 la població de fet de Saint-Laurent-de-la-Prée era de 1.725 persones. Hi havia 677 famílies de les quals 136 eren unipersonals (68 homes vivint sols i 68 dones vivint soles), 247 parelles sense fills, 247 parelles amb fills i 47 famílies monoparentals amb fills.
La població ha evolucionat segons el següent gràfic:
Habitants censats

### Habitatges
El 2007 hi havia 1.197 habitatges, 690 eren l'habitatge principal de la família, 473 eren segones residències i 34 estaven desocupats. 824 eren cases i 22 eren apartaments. Dels 690 habitatges principals, 547 estaven ocupats pels seus propietaris, 130 estaven llogats i ocupats pels llogaters i 13 estaven cedits a títol gratuït; 5 tenien una cambra, 28 en tenien dues, 96 en tenien tres, 201 en tenien quatre i 360 en tenien cinc o més. 533 habitatges disposaven pel capbaix d'una plaça de pàrquing. A 278 habitatges hi havia un automòbil i a 374 n'hi havia dos o més.

### Piràmide de població
La piràmide de població per edats i sexe el 2009 era:
| Homes | Edats   | Dones |
| ----- | ------- | ----- |
| 0     | 95 o +  | 0     |
| 0     | 90 a 94 | 0     |
| 12    | 85 a 89 | 8     |
| 12    | 80 a 84 | 16    |
| 20    | 75 a 79 | 28    |
| 20    | 70 a 74 | 36    |
| 36    | 65 a 69 | 36    |
| 36    | 60 a 64 | 40    |
| 12    | 55 a 59 | 44    |
| 76    | 50 a 54 | 56    |
| 64    | 45 a 49 | 60    |
| 52    | 40 a 44 | 52    |
| 36    | 35 a 39 | 60    |
| 48    | 30 a 34 | 32    |
| 32    | 25 a 29 | 36    |
| 40    | 20 a 24 | 28    |
| 52    | 15 a 19 | 48    |
| 48    | 10 a 14 | 28    |
| 24    | 5 a 9   | 20    |
| 24    | 0 a 4   | 36    |

## Economia
El 2007 la població en edat de treballar era de 1.125 persones, 849 eren actives i 276 eren inactives. De les 849 persones actives 758 estaven ocupades (399 homes i 359 dones) i 91 estaven aturades (44 homes i 47 dones). De les 276 persones inactives 101 estaven jubilades, 79 estaven estudiant i 96 estaven classificades com a «altres inactius».

### Ingressos
El 2009 a Saint-Laurent-de-la-Prée hi havia 736 unitats fiscals que integraven 1.868 persones, la mediana anual d'ingressos fiscals per persona era de 18.220 €.

### Activitats econòmiques
Dels 78 establiments que hi havia el 2007, 1 era d'una empresa alimentària, 3 d'empreses de fabricació d'altres productes industrials, 21 d'empreses de construcció, 16 d'empreses de comerç i reparació d'automòbils, 5 d'empreses d'hostatgeria i restauració, 1 d'una empresa d'informació i comunicació, 3 d'empreses financeres, 6 d'empreses immobiliàries, 6 d'empreses de serveis, 11 d'entitats de l'administració pública i 5 d'empreses classificades com a «altres activitats de serveis».
Dels 24 establiments de servei als particulars que hi havia el 2009, 2 eren tallers de reparació d'automòbils i de material agrícola, 3 paletes, 5 guixaires pintors, 1 fusteria, 3 lampisteries, 2 electricistes, 1 empresa de construcció, 2 perruqueries, 1 restaurant i 4 agències immobiliàries.
Dels 6 establiments comercials que hi havia el 2009, 1 era una gran superfície de material de bricolatge, 1 una botiga de menys de 120 m², 1 una fleca, 1 una botiga de material esportiu, 1 un drogueria i 1 una floristeria.
L'any 2000 a Saint-Laurent-de-la-Prée hi havia 28 explotacions agrícoles que ocupaven un total de 1.390 hectàrees.

## Equipaments sanitaris i escolars
El 2009 hi havia 1 farmàcia i 1 ambulància.
El 2009 hi havia una escola elemental.

## Poblacions més properes
El següent diagrama mostra les poblacions més properes.